# Малійки
Малі́йки — село в Україні, у Михайло-Коцюбинській селищній громаді Чернігівського району Чернігівської області. До 2016 орган місцевого самоврядування — Ведильцівська сільська рада.
Населення становить 223 осіб.
Село постраждало внаслідок геноциду українського народу, проведеного урядом СРСР 1932–1933.

## Історія
За даними на 1859 рік у козацькому й власницькому селі Чернігівського повіту Чернігівської губернії мешкало 299 осіб (145 чоловічої статі та 154 — жіночої), налічувалось 46 дворових господарств.

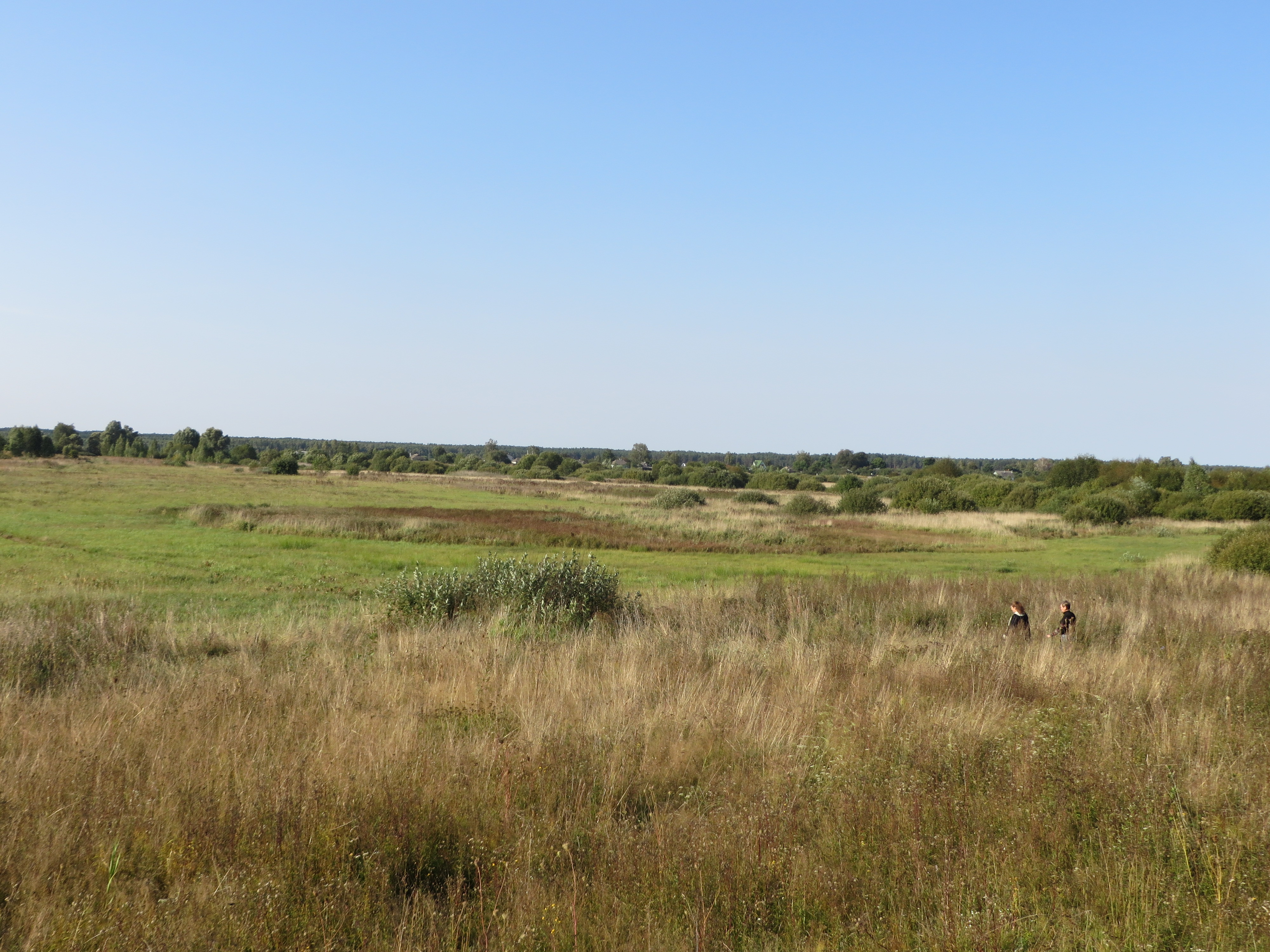
Пейзаж біля залізничної станції (100 м до села)

Село постраждало внаслідок геноциду українців 1932-33, до якого вдалася влада СРСР через масовий опір населення окупованих територій УНР. 1932 у селі акції масової непокори окупантам, найбільше комсомольцям, буксирам, активістам, які грабували соціально вразливі верстви села.
З огляду на запеклий спротив незаконній конфіскації продуктів, за поданням Чернігівського райкому КПУ, село занесено на «чорну дошку» — піддано тортурам голодом.
Малійки — один із 13-ти населених пунктів Чернігівського району, які були занесені окупаційною владою на «чорну дошку», пережило психози на ґрунті глибокого голодування, масові смерті від інфекційних хвороб та голодного шоку. 

## Аеродром «Малійки»
За 6 кілометрів від села до кінця 80-х років діяв польовий аеродром «Малійки» (рос. Малейки) (код ІКАО: UKRW).
14 січня 1952 на базі аеродрому почалось формування 872-БАТО (батальйон аеродромно-технічного забезпечення) для обслуговування новостворюваного 3-го винищувального авіаполку. Станом на початок 1952 на аеродромі не було нічого крім землянки для 30 чоловік. На станції Малійки, що за 2 км, для розвантаження літаків та іншої техніки не було ні платформи, ні рампи. Житлових будинків для розміщення особового складу, харчоблоків і складів в селі Пльохів, що біля станції Малійки, не було. Всі капітальні споруди довелося будувати наново.
У березні 1952 року перший реактивний літак МіГ-15 піднявся з аеродрому «Малійки». Того ж року було сформовано авіаполк з чотирьох ескадрилей МіГ-15 на базі аеродрому.
Довжина смуги становила 1800-2000 метрів, з них майже половина, 800 метрів, в експериментальних цілях була покрита металевими плитами.

### Ліквідація аварії на ЧАЕС
На аеродромі Півці (Чернігів) було розгорнуто пункт дозиметричного контролю особового складу (льотного і наземного), що прямує в Прип'ять і Чорнобиль. Проводили дезактивацію і санобробку вертолітної техніки, особового складу екіпажів, які брали участь у гасінні пожежі на 4-му реакторі ЧАЕС. Проведення дезактиваційних робіт на ПуСО в Півцях збільшувало ступінь
і площу радіаційного зараження на центральному аеродромі ЧВВАУЛ. 1 травня 1986 коли виникла загроза поширення радіаційного забруднення на село Півці і околиці Чернігова, було віддано наказ на розгортання на аеродромі Малійки другого пункту спеціальної обробки вертольотів з обладнанням майданчика санітарної обробки особового складу.
 

З книги Тома Кузнєцова «В небі Чорнобиля»: 
|  | На вертольотах, які прилітають на аеродром "Півці" в м.Чернігові та майданчик "Кубок" після скидання вантажу в реактор, стали з'являтися жовті плями від радіації. Стала накопичуватися велика кількість вертольотів, заражених і непридатних до польотів, після чого було прийнято рішення, з метою підвищення радіаційної безпеки особового складу, пункт спеціальної обробки вертольотів з 1 травня 1986 перемістити з аеродрому в Чернігові на польовий аеродром "Малійки". |

Надалі, після завершення робіт, аеродром «Малійки» став настільки радіоактивним, що припинив своє існування та став «кладовищем» для зараженої техніки.

## Транспорт
Залізнична зупинна платформа Демейка розташована за 100 метрів від села.

## Планування села
Найбільша вулиця — Першотравнева, з будинками від 1 до 172. Також вулиця Дружби і провулок Врожайний.

## Магазин
В центрі села знаходиться магазин.

## Сучасний стан
Село знаходиться в напівпокинутому стані. Суттєво допомагає те, що жителі Славутича купують тут дачі, тому село поступово оновлюється.
12 червня 2020 року, відповідно до розпорядження Кабінету Міністрів України № 730-р «Про визначення адміністративних центрів та затвердження територій територіальних громад Чернігівської області», увійшло до складу Михайло-Коцюбинської селищної громади.
19 липня 2020 року, в результаті адміністративно-територіальної реформи та ліквідації Чернігівського району (1923—2020) Чернігівської області, увійшло до складу новоутвореного Чернігівського району.

## Відомі особистості
Давиденко Володимир Маркович (1940 рік) - вчений-біолог, автор підручників, монорафій і сотень статей.